# Palomino
Palomino je genetska boja konja, koja se sastoji od zlatne dlake i bijele grive i repa, gdje stupanj bjeline može varirati od svijetlo bijele do žute. Genetski, palomino boja posljedica je jednog alela gena razblaživanja, nazvanog kremni gen, koji djeluje na „crvenom” (kestenjastom) osnovnom omotaču. Palomino je nastao genetskim mehanizmom nepotpune dominacije, te se stoga ne smatra pravim križancem. Međutim, većina registara pasmina po boji, koji bilježe palomino konje uspostavljena je prije nego što je genetika boje dlake konja razjašnjena do današnje mjere, a standardna definicija palomina temelji se na vidljivoj boji dlake, a ne na nasljednosti i uzročnoj prisutnosti dilucijskih gena.
Zbog svoje prepoznatljive boje, palomino konji ističu se u izložbenom ringu i vrlo su traženi kao izložbeni konji. Posebno su bili popularni u filmovima i na televiziji tijekom 1940-ih i 1950-ih. Jedan od najpoznatijih palomino konja bio je „Trigger”, poznat kao "najpametniji konj u filmovima", vjerni konj holivudske kaubojske zvijezde Roya Rogersa. Još jedan poznati palomino konj bio je „Mister Ed” (pravim imenom „Bamboo Harvester”) koji je 1960-ih glumio u vlastitoj TV emisiji. Palomino je ponovno izabran za ulogu u TV seriji „Ksena – princeza ratnica” (1995. - 2001.). „Argo” je bila palomino kobila.
Palomino konji imaju žutu ili zlatnu dlaku, s bijelom ili svijetlo krem grivom i repom. Nijanse dlačica na tijelu variraju od kremaste do tamno zlatne.
Ako nisu pod utjecajem drugih nepovezanih gena, palomino konji imaju tamnu kožu i smeđe oči, iako se neki mogu oždrijebiti s ružičastom kožom koja s godinama potamni. Neki imaju nešto svjetlije smeđe ili jantarne oči. Heterozigotna kremna razblaženja (CR), kao što je palomino, ne treba brkati s konjem koji ima šampanjsko razblaženje. Šampanjski razblaženici ždrijebe se s bundevasto ružičastom bojom kože i plavim očima, koje nakon nekoliko dana potamne u jantarnu, zelenu ili svijetlosmeđu boju, a kako životinja stari poprima tamniju pjegavu put oko očiju.
Konj s ružičastom kožom i plavim očima u odrasloj dobi najčešće je kremelo ili perlino, što je konj koji ima dva gena kremnog razblaživanja. Prisutnost čađavog gena može uzrokovati da palomino ima tamniju grivu, rep i dlaku na tijelu. Ljetnja dlaka palomina obično je nešto tamnije nijanse u odnosu na zimsku.

## Galerija
- Palomino
- Klasična palomino boja
- Tamniji zlatni palomino
- Kremelo ili perlino